# Бевз, Иван Игнатьевич
Бевз Иван Игнатьевич (род. 1930-е, Кривой Рог) — советский горняк. Лауреат Государственной премии СССР за выдающиеся достижения в труде (1985).

## Биография
Родился в 1930-е годы в городе Кривой Рог Днепропетровской области.
Получил среднее образование. С 1961 года работал на Северном горно-обогатительном комбинате: бригадир буровой бригады Первомайского карьера Терновского рудника.
Один из первых в отрасли перешёл на полный хозяйственный расчёт. Ударник пятилеток, победитель соцсоревнований. Новатор производства, создал школу передового опыта. Член «Клуба миллионеров».

## Награды
- Государственная премия СССР за выдающиеся достижения в труде (1985)[1];
- Орден Ленина[1];
- Орден Трудового Красного Знамени[1];
- Орден «Знак Почёта»[1].